# Весёлый гуртовщик из Уэйкфилда
«Весёлый гуртовщик из Уэйкфилда» (англ. The Jolly Pinder of Wakefield, Child 124, Roud 3981) — английская народная баллада, входящая в цикл баллад о Робин Гуде. Впервые её текст появляется в 1663 году в дешёвом печатном издании, хотя ещё в записи 1558 года в реестре гильдии книготорговцев присутствует название Robin Hood and the Pinder of Wakefield. Эта баллада цитируется в пьесе Энтони Мандея и в «манускрипте Слоуна». Также её запись содержится в плохо сохранившемся манускрипте, найденном Томасом Перси и датируемом серединой XVII века — она пострадала сильнее, чем все прочие тексты в рукописи. В «манускрипте Лесников» содержится две версии баллады. Фрэнсис Джеймс Чайлд в своём собрании также приводит два её варианта. Она носит песенный характер, обладая большим числом повторений.

## Сюжет
В Уэйкфилде живёт гуртовщик (англ. pinder — владелец загона для скота) по имени Джордж-э-Грин (англ. George a Greene), который похваляется тем, что ни рыцарь, ни сквайр, ни барон не смеют проезжать через его город. Об этом узнают Робин Гуд, Уилл Скарлет и Маленький Джон и решают испытать гуртовщика на прочность. Он не пропускает их, и храбро бьётся против троих весь долгий летний день, пока мечи тех не ломаются. Робин отдаёт гуртовщику должное и приглашает того в лесное братство. Тот отвечает, что его контракт заканчивается в Михайлов день (29 сентября), после чего он охотно явится в лес, чтобы примкнуть к стрелкам. Робин осведомляется о еде и питье, и гуртовщик угощает троицу хлебом, мясом и пивом. После главарь разбойников повторяет свой вопрос о присоединении, добавляя, что тот будет получать два новых одеяния в год — зелёное и коричневое. Гуртовщик снова ответствует, что после Михайлова дня возьмёт свой лук и отправится к лесным молодцам.
Есть прозаическое произведение, датируемое 1632 годом, описывающее жизнь Джорджа-э-Грина, а также пятиактная пьеса George-a-Greene the Pinner of Wakefield, увидевшая свет в 1590-х годах.